# Expédition 48 (ISS)
Insigne de la mission
Chronologie
Expédition 47  Expédition 49 
L'Expédition 48 est la 48e mission de longue durée à bord de la Station spatiale internationale (ISS).

## Équipage
| Rôle               | Première partie (mai 2016)              | Seconde Partie (mai 2016 à septembre 2016) |                                       |
| ------------------ | --------------------------------------- | ------------------------------------------ | ------------------------------------- |
| Commandant         | Jeffrey Williams, NASA 4e vol spatial   | Jeffrey Williams, NASA 4e vol spatial      |                                       |
| Ingénieur de vol 1 | Alekseï Ovtchinine, RSA 1er vol spatial | Alekseï Ovtchinine, RSA 1er vol spatial    |                                       |
| Ingénieur de vol 2 | Oleg Skripotchka, RSA 2e vol spatial    | Oleg Skripotchka, RSA 2e vol spatial       |                                       |
| Ingénieur de vol 3 |                                         | Kathleen Rubins, NASA 1er vol spatial      | Kathleen Rubins, NASA 1er vol spatial |
| Ingénieur de vol 4 |                                         | Anatoli Ivanichine, RSA 2e vol spatial     |                                       |
| Ingénieur de vol 5 |                                         | Takuya Onishi, JAXA 1er vol spatial        |                                       |

## Déroulement de l'expédition

### Sorties extravéhiculaires
- 19 aout (durée de la sortie 5h58): Jeff Williams} et Kate Rubins installent l'International Docking Adapter qui a été amené par le cargo spatial Dragon CRS-9 et qui doit permettre l'amarrage des futures vaisseaux spatiaux commerciaux chargés d'assurer la relève des équipages. Celui-ci est fixé à l’extrémité du  Pressurized Mating Adapter  lui-même amarré au port avant du module Harmony. La sortie dans l'espace est interrompue sans avoir accompli les objectifs secondaires à la suite d'un problème de fonctionnement de l'oreillette droite du scaphandre de Jeff Williams [2].
- 1 septembre (durée de la sortie 6h48): Jeff Williams} et Kate Rubins retirent un des radiateurs qui servait de pièce de secours et installent la première paire de caméras haute définition destinées à surveiller l'activité autour de la station spatiale. Ils effectuent plusieurs opérations de maintenance[3].